# Izzy Joachim
Izzy Shne Joachim, född 11 maj 2000, är en vincentisk simmare.
Joachim tävlade för Saint Vincent och Grenadinerna vid olympiska sommarspelen 2016 i Rio de Janeiro, där hon blev utslagen i försöksheatet på 100 meter bröstsim.